# Serrat (Sant Joan de Vinyafrescal)
El Serrat, així, sense complement del nom, és un serrat del Pallars Jussà, a cavall dels municipis de Conca de Dalt, antigament del de Toralla i Serradell, a l'àmbit del poble de Torallola, i de la Pobla de Segur, en territori del poble de Sant Joan de Vinyafrescal).
Està situat al sud-est de Torallola, i al sud-oest de Sant Joan de Vinyafrescal, a l'extrem sud-oriental del terme de Conca de Dalt, en el seu enclavament de Toralla i Serradell. A l'esquerra del barranc del Solà. És al nord del Solà d'Hortell i al sud-est de les Tallades de Torallola i a ponent de Cumons.